# Mariä Himmelfahrt (Kirrberg)

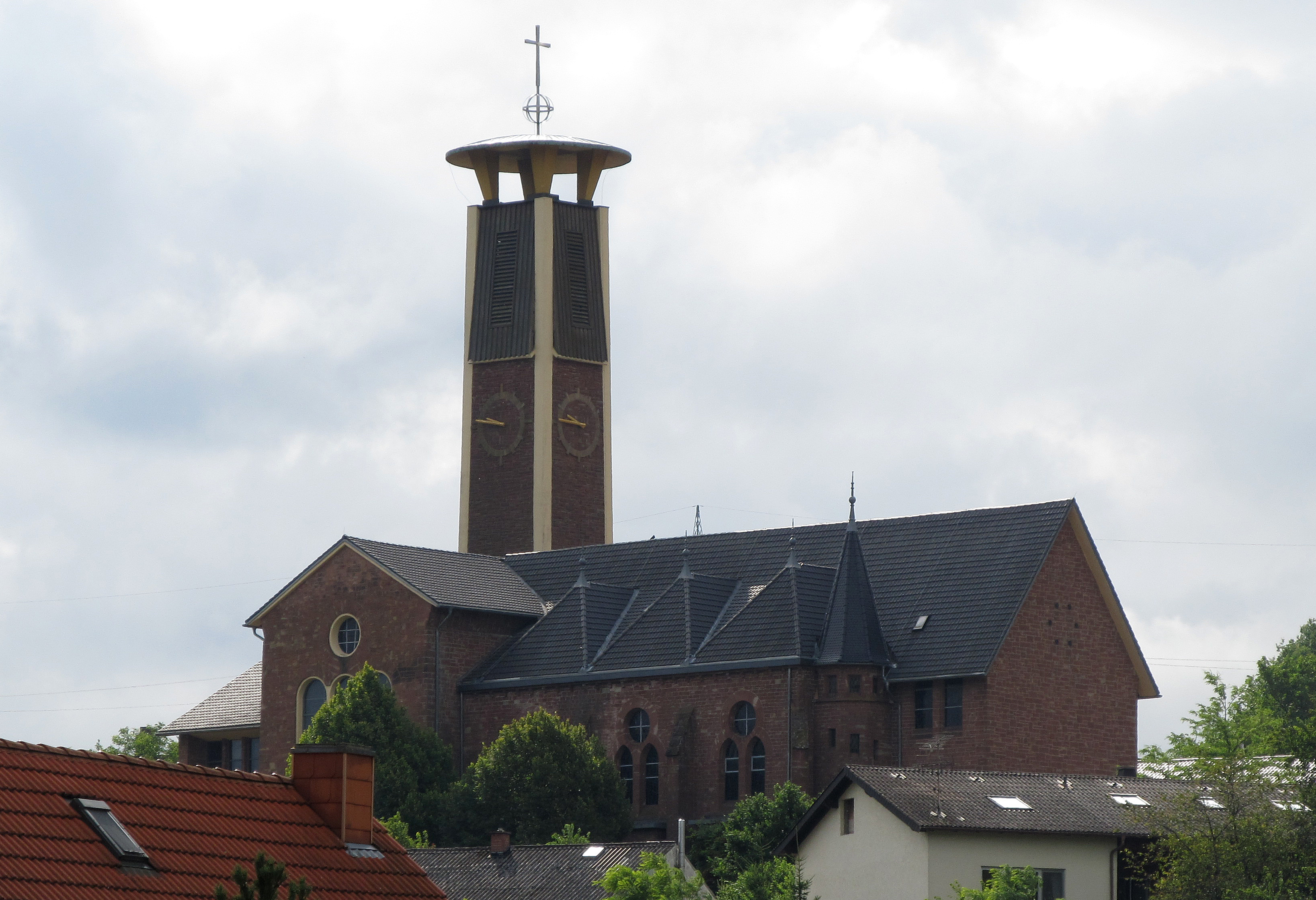
Die Pfarr- und Wallfahrtskirche Mariä Himmelfahrt in Kirrberg

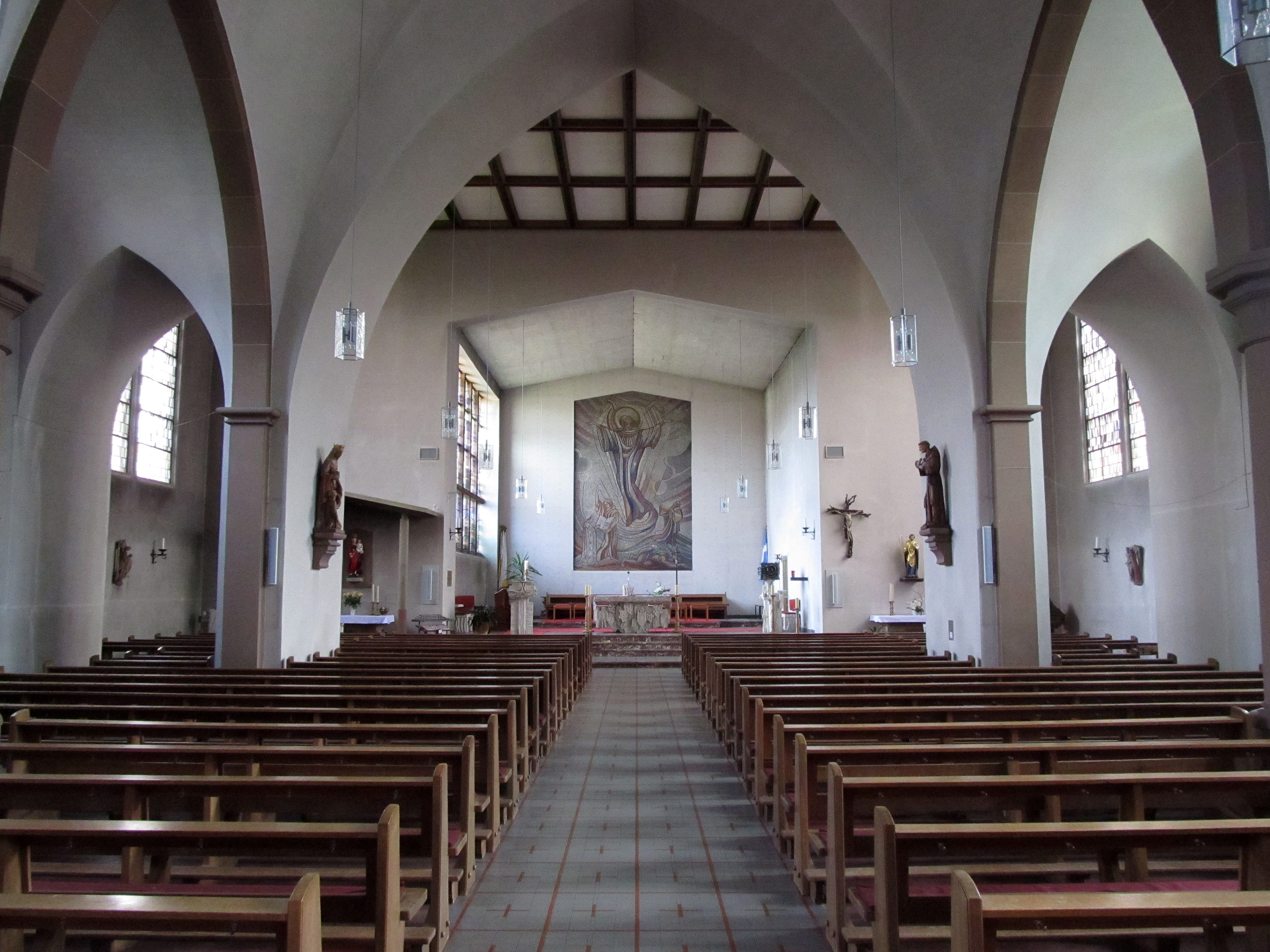
Blick ins Innere der Kirche

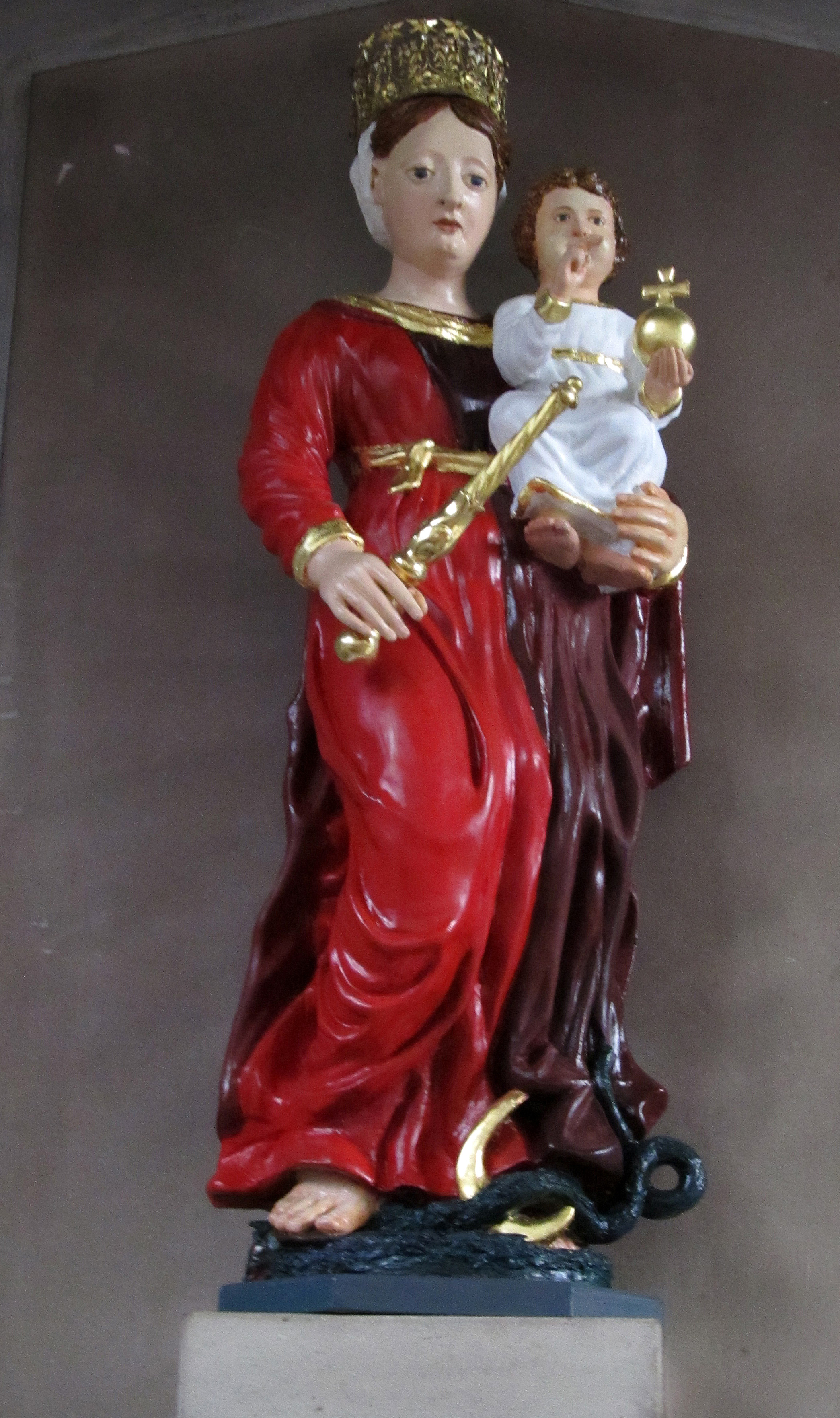
Gnadenbild

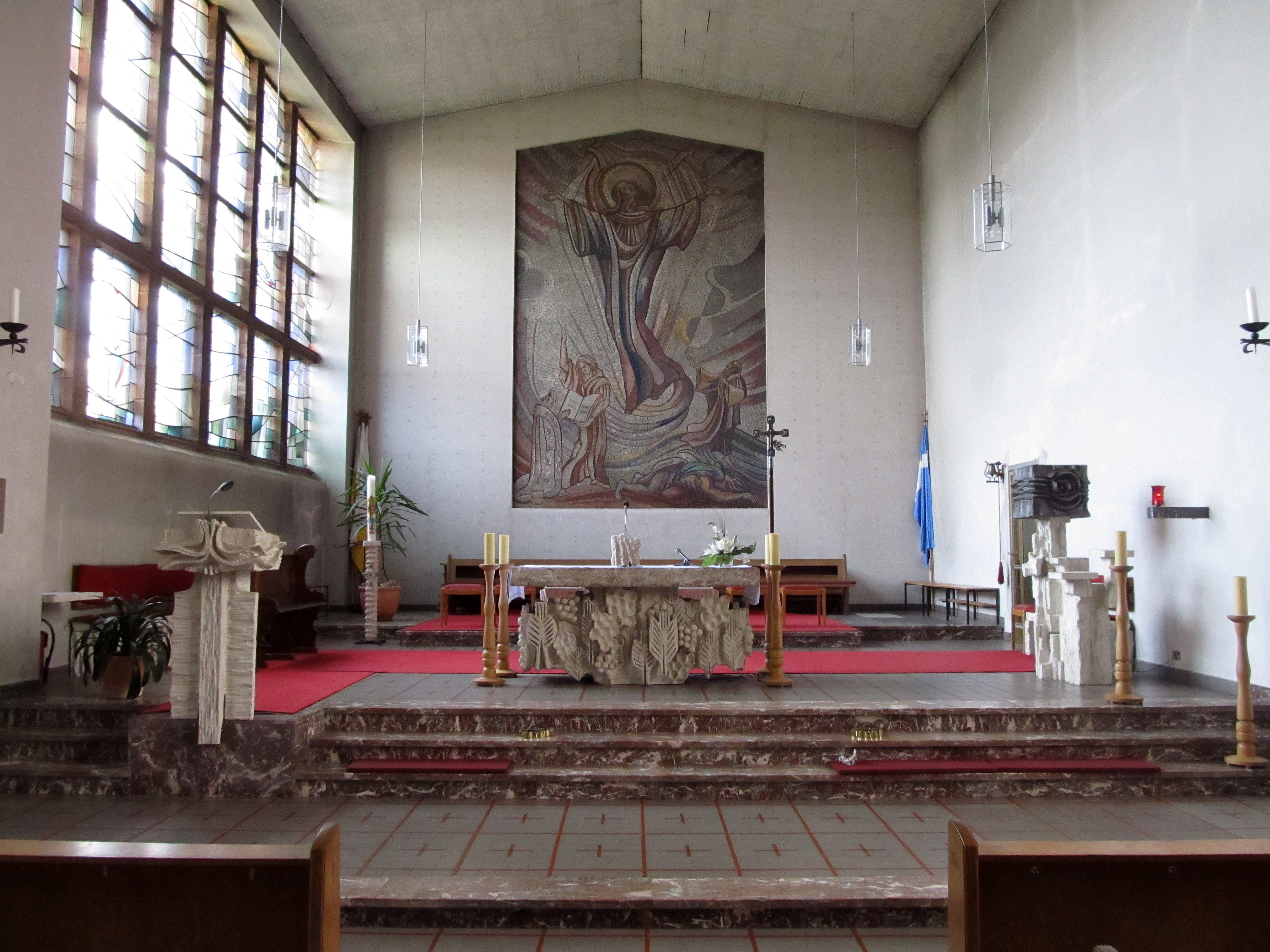
Altarraum

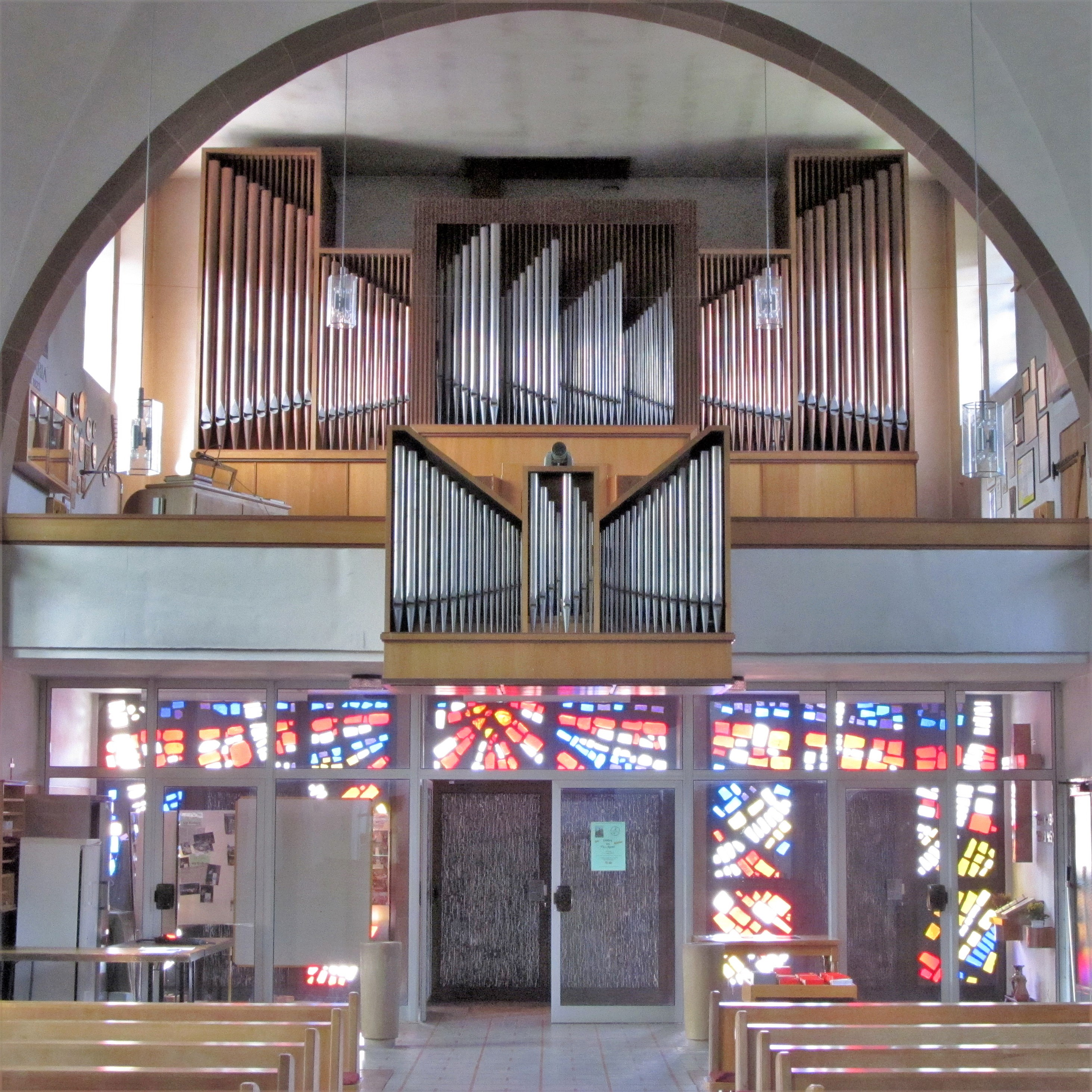
Empore und Orgelprospekt

Die Kirche Mariä Himmelfahrt ist eine katholische Pfarr- und Wallfahrtskirche in Kirrberg, einem Stadtteil von Homburg, der Kreisstadt des Saarpfalz-Kreises im Saarland. Sie trägt das Patrozinium Mariä Aufnahme in den Himmel.

## Geschichte
In einer Urkunde von 1290 wurde in Kirrberg eine „Capella in Kerchperch“ („Kapelle auf dem Kirchberg“) erwähnt, die vermutlich auch Namensgeber des Ortes ist. Im 16. Jahrhundert wurde eine „Kirche auf dem Berg“ genannt, woraus geschlossen werden kann, dass die ursprüngliche Kapelle zu einer Kirche erweitert wurde. Während des Dreißigjährigen Krieges wurde dieses Kirchengebäude zerstört. Es vergingen dann mehr als hundert Jahre bevor in Kirrberg wieder ein Gotteshaus errichtet wurde. In den Jahren 1783–85 erfolgte schließlich der Bau einer neuen Kirche, bei der es sich um einen kleinen Saalbau mit den Maßen 6 × 12 m handelte, der ungefähr 140 Personen Platz bot. Bauherrin der Kirche war Herzogin Maria Amalie, Gemahlin Herzogs Karl II. August von Pfalz-Zweibrücken, die aufgrund von Gebetserhörungen den Bau veranlasste.
Da die Einwohnerzahl Kirrbergs anstieg wurde die Kirche im Laufe der Zeit zu klein, und man beschloss das alte Kirchengebäude abzureißen und ein neues zu errichten. Nach Plänen des Architekten Ludwig Becker (Mainz) wurde in den Jahren 1889 bis 1898 ein neugotisches Gotteshaus erbaut. Die neue Kirche wurde nach ihrer Fertigstellung durch den Speyrer Bischof Joseph Georg von Ehrler konsekriert. Es handelte sich um eine kleine Kirche mit Hauptschiff, an den sich ein Chorraum anschloss. Im Inneren befanden sich drei geschnitzte Altäre, sowie geschnitzte Beichtstühle und Bänke. 1945, gegen Ende des Zweiten Weltkrieges, erlitt die Kirche größere Schäden. So gingen u. a. die Fenster zu Bruch und die Hauptfassade wurde vernichtet. Nach dem Krieg erfolgte eine notdürftige Renovierung.
Von 1955 bis 1957 wurde die Kirche nach Plänen des Architekten Herbert Lück (Homburg-Beeden) erweitert, in dem an das alte neugotische Langhaus an der Stelle des alten Chores ein Querschiff und ein neuer Chorraum angebaut wurde. Des Weiteren wurde an der Stelle der zerstörten Hauptfassade ein Erweiterungsbau angefügt, der die Orgelempore und eine Vorhalle aufnahm. Außerdem erhielt die Kirche einen Turm, der freistehend neben dem Kirchengebäude errichtet wurde. Am 4. August 1957 erfolgte die Einweihung der erweiterten Kirche durch Bischof Isidor Markus Emanuel.
Von 1973 bis 1974 wurde im Zuge einer Restaurierung der Altarraum gemäß der Liturgiereform des Zweiten Vatikanischen Konzils umgebaut. 1985 erfolgte die Erneuerung des Kirchenportals. 2003 kam es wieder zu Restaurierungsmaßnahmen, die Mauerwerk, Dachstuhl und das Innere der Kirche betrafen.

## Wallfahrt
Ziel der Wallfahrt, die seit dem 18. Jahrhundert bezeugt ist, aber älter sein soll, ist die „Gnadenmutter von Kirrberg“, ein Gnadenbild aus dem 18. Jahrhundert. Es stand ursprünglich in der Klosterkirche von Saarwerden. Während der französischen Revolution kam es zur Profanierung der Saarwerdener Klosterkirche. Ein Bürger ersteigerte die Marienstatue damals und stiftete sie kurz nach 1800 der Kirche in Kirrberg.
Dargestellt ist Maria als Himmelskönigin, die eine Krone und ein Zepter trägt und das segnende Jesuskind mit der Weltkugel auf dem Arm hält. Mit dem Fuß steht sie auf einer Mondsichel und tritt einer Schlange auf den Kopf. Die Figur wurde 1977 neu gefasst und dabei mit einem Strahlenkranz und einer neuen Krone versehen. Traditionell werden die beiden Wallfahrtsfeste Mariä Heimsuchung (2. Juli) und Mariä Geburt (8. September) jedes Jahr in Kirrberg gefeiert.

## Ausstattung
Wichtigstes Ausstattungsstück der Kirche ist das Gnadenbild, Grund für die Wallfahrt nach Kirrberg, das in der Denkmalliste des Saarlandes als Einzeldenkmal aufgeführt ist.
Daneben ist auch das Altarmosaik im Chorraum erwähnenswert, das sich dort seit der Kirchenerweiterung von 1957 befindet. Geschaffen wurde es vom Kirchenmaler Adams aus Homburg. Gelegt wurde es von der Firma Villeroy & Boch (Mettlach). Dargestellt ist die leibliche Aufnahme Mariens in den Himmel.
Des Weiteren befinden sich in der Kirche Fenster des Glasmalers György Lehoczky (Saarbrücken) von 1956.
Im Zuge der Umgestaltung des Altarraums 1973–74 schuf der Bildhauer Karl-Heinz Deutsch aus Beton Altar, Ambo, Tabernakel und Sedilien. Die Betonglasfenster, die 1985 bei der Erneuerung des Kirchenportals eingebaut wurden, sind vom damaligen Pfarrer Alfons Gebhart gestaltet. Der Kreuzweg stammt von Maximilian Winneberger.

## Orgel
Die heutige Orgel der Kirche wurde 1963 von der Orgelbaufirma Firma Hugo Mayer Orgelbau (Heusweiler) erbaut und verfügt über 25 Register verteilt auf zwei Manuale und Pedal in einem freistehenden Spieltisch. Beim Bau wurden die Windladen der 1899 von der Firma Gebr. Huber (Pirmasens) erbauten Vorgängerorgel wiederverwendet. 2004 wurde sie von Thomas Gaida (Wemmetsweiler) repariert, indem er ein neues Gebläse einbaute und den Magazinbalg vom Dachboden in den Unterbau der Orgel verlegte. Aufgestellt ist das Instrument auf einer Empore. Die Windladen sind elektrische Schleifladen im Positiv und im Pedal sowie elektrische Kegelladen im Hauptwerk.
| I Hauptwerk C–g3 |              |       |
| 1.               | Bourdon      | 16′   |
| 2.               | Prinzipal    | 8′    |
| 3.               | Gemshorn     | 8′    |
| 4.               | Oktave       | 4′    |
| 5.               | Rohrflöte    | 4′    |
| 6.               | Quinte       | 2 ⁄3′ |
| 7.               | Waldflöte    | 2′    |
| 8.               | Mixtur IV-VI |       |
| 9.               | Trompete     | 8′    |

| II Rückpositiv C–g3 |                |       |
| 10.                 | Gedackt        | 8′    |
| 11.                 | Prinzipal      | 4′    |
| 12.                 | Holzflöte      | 4′    |
| 13.                 | Salizet        | 2′    |
| 14.                 | Quinte         | 1 ⁄3′ |
| 15.                 | Sesquialter II |       |
| 16.                 | Cymbel IV      |       |
| 17.                 | Krummhorn      | 8′    |
|                     | Tremulant      |       |

| Pedal C–f1 |                 |     |
| 18.        | Subbass         | 16′ |
| 19.        | Octave          | 8′  |
| 20.        | Holzgedackt     | 8′  |
| 21.        | Quintade        | 4′  |
| 22.        | Flachflöte      | 2′  |
| 23.        | Rauschpfeife II |     |
| 24.        | Mixtur II-IV    |     |
| 25.        | Posaunenbass    | 16′ |

- Koppeln: II/I, I/P, II/P
- Spielhilfen: zwei freie Kombinationen, Tutti, Crescendo, Crescendo ab, Zungeneinzelabsteller

## Glocken
Das Geläut der Kirche Mariä Himmelfahrt besteht aus fünf Bronzeglocken. Ansässig für den Glockenguss war Meister Alfred Paccard von der französischen Glockengießerei Paccard in Annecy, dass 1956 ein fünfstimmiges Geläut für den neuerbauten Turm der katholischen Kirchengemeinde in Kirrberg bildete. Statistisch gesehen sei das Geläut für diesen Glockenturm trotz leichter Rippenkonstruktion ein wenig überdimensioniert. Mehr als 60 Jahre nach dem Glockenguss stellte man fest, dass die Glocken Bruder Konrad und Maria Goretti gravierende Schäden aufweisen. Dadurch wurden sie mehrere Jahre stillgelegt und zur Reparatur empfohlen. Am 8. Juli 2010 konnte im Rahmen einer Glockenreparatur die Arbeiten abgeschlossen werden. Mit neu geschmiedeten Klöppeln für die Glocken Bruder Konrad und Maria Goretti läuteten alle fünf Glocken wieder zusammen. Zum Zeitpunkt, als man die kleinen Glocken stilllegte, waren die drei großen Glocken aktiv. Jahrelang klagt die große Marienglocke über die falsche Einstellung des Läutemotors. Das macht sich beim Läuten vor allem durch das einseitige Anschlagen der Glocke bemerkbar. Eine Neueinstellung als Korrekturmaßnahme ist bis heute unverwirklicht geblieben. Seit der abgeschlossenen Reparatur ist das volle Geläut nur zu Hochfesten hörbar. Das Teilgeläut ohne die Marienglocke erfolgt stets nur bei normalen Vorabend- und Sonntagsmessen. Die Viertelstunden schlagen die Glocken Maria Goretti und Bruder Konrad in der Reihenfolge. Die vollen Stunden schlägt die Marienglocke. Zum Angelus wird mit der Josefsglocke geläutet.
| Nr. | Name          | Ton  | Gussjahr | Gießer, Gussort | Gewicht (kg) | Durchmesser (cm) |
| 1   | St. Maria     | h0   | 1956     | Paccard, Annecy | 2186         | 156              |
| 2   | St. Michael   | d1   | 1956     | Paccard, Annecy | 1318         | 131              |
| 3   | St. Josef     | fis1 | 1956     | Paccard, Annecy | 757          | 107              |
| 4   | Bruder Konrad | a1   | 1956     | Paccard, Annecy | 517          | 92               |
| 5   | Maria Goretti | h1   | 1956     | Paccard, Annecy | 438          | 85               |